# Preferencje ujawnione
Teoria ujawnionych preferencji (ang. revealed preference theory) – zapoczątkowana przez amerykańskiego ekonomistę Paula Samuelsona, jest metodą analizy wyboru konsumenta, podkreślającą związek pomiędzy zachowaniem konsumenta, a jego preferencjami. Zakłada, że na podstawie decyzji podejmowanych przez konsumenta można określić jego preferencje, przy założeniu, że postępowanie konsumenta jest racjonalnie. Preferencje ujawnione pozwalają utworzyć funkcję użyteczności konsumenta, którą konsument ujawnia poprzez swoje decyzje konsumpcyjne (przy założeniu, że preferencje pozostają niezmienione).

## Definicja
Niech a i b będą koszykami dóbr należącymi do zbioru budżetowego. Jeśli konsument wybiera koszyk a, to oznacza to, że koszyk a jest (bezpośrednio) jawnie preferowany w stosunku do koszyka b.

### Przykład
Niech zbiór budżetowy {\displaystyle B} będzie określony dla dwóch dóbr {\displaystyle X=\{X_{1},X_{2}\},} przy ustalonych cenach {\displaystyle p_{1},p_{2}} oraz dochodzie {\displaystyle m} oraz niech koszyk {\displaystyle (x_{1},x_{2})\in B} i koszyk {\displaystyle (y_{1},y_{2})\in B.} Sytuacja ta opisana jest poprzez nierówność {\displaystyle p_{1}X_{1}+p_{2}X_{2}\leqslant m.} Jednakże przyjmując założenie, że preferencje są silnie monotoniczne, rozważone zostaną tylko te koszyki, dla których zachodzą równości {\displaystyle p_{1}x_{1}+p_{2}x_{2}=m} oraz {\displaystyle p_{1}y_{1}+p_{2}y_{2}=m.} Są to te koszyki, które w graficznej interpretacji problemu znajdują się na linii ograniczenia budżetowego. Jeżeli przy następujących warunkach konsument wybiera koszyk {\displaystyle (x_{1},x_{2}),} to koszyk {\displaystyle (x_{1},x_{2})} jest przez niego jawnie preferowany nad koszyk {\displaystyle (y_{1},y_{2}),} preferencje te można określić zapisem {\displaystyle (x_{1},x_{2})\succeq (y_{1},y_{2})}.

## Słaby aksjomat ujawnionych preferencji (WARP)
WARP (skrót od ang. the Weak Axiom of Revealed Preference) jest jednym z warunków, które muszą zostać spełnione, aby preferencje konsumenta były spójne z jego funkcją użyteczności. WARP jest warunkiem, który musi być spełniony przez konsumenta, który zawsze wybiera najlepsze rzeczy, na jakie może sobie pozwolić. Zgodnie z definicją preferencji ujawnionych, jeśli konsument wybiera koszyk a, to koszyk a jest przez niego jawnie preferowany nad koszyk b. Warunek WARP rozszerza tę definicję, informując o tym, że:
Jeśli {\displaystyle (x_{1},x_{2})} jest bezpośrednio jawnie preferowany w stosunku do {\displaystyle (y_{1},y_{2})} i obydwa koszyki są dostępne i nie są takie same, to nie może się zdarzyć, że {\displaystyle (y_{1},y_{2})} jest bezpośrednio jawnie preferowany w stosunku do {\displaystyle (x_{1},x_{2}),} czyli zachodzi nierówność.
Zgodnie ze Słabym Aksjomatem Ujawnionych Preferencji, prawdą jest również to, że:
Jeśli konsument wybiera koszyk a, mając do wyboru koszyk a lub koszyk b (gdzie {\displaystyle a,b\in B}), ale wybiera koszyk b, gdy posiada inny zbiór budżetowy {\displaystyle B',} to oznacza to, że koszyk a nie jest dostępny w zbiorze budżetowym {\displaystyle B',} czyli {\displaystyle (a\notin B').}

## Silny Aksjomat Ujawnionych Preferencji (SARP)
SARP (skrót od ang. the Strong Axiom of Revealed Preference) jest koniecznym i wystarczającym warunkiem, który musi zostać spełniony, aby preferencje konsumenta były spójne z jego funkcją użyteczności. Istnieje ścisłe powiązanie między słabym, a silnym aksjomatem ujawnionych preferencji. W warunku WARP dodana zostaje przechodniość preferencji. WARP wymagał, aby jeśli a jest bezpośrednio jawnie preferowany względem b, to nie powinniśmy nigdy obserwować, że b jest bezpośrednio jawnie preferowany w stosunku do a. Natomiast SARP wymaga, by ten sam rodzaj warunków zachodził również dla pośrednio ujawnionych preferencji. Formalnie:
Jeśli {\displaystyle (x_{1},x_{2})} jest jawnie preferowany w stosunku do {\displaystyle (y_{1},y_{2})} (zarówno bezpośrednio, jak i pośrednio) i koszyki te nie są takie same, to {\displaystyle (y_{1},y_{2})} nie może być bezpośrednio albo pośrednio jawnie preferowany w stosunku do {\displaystyle (x_{1},x_{2})}.
Pośrednie ujawnione preferencje można zaobserwować, kiedy konsument wybiera pomiędzy więcej niż 2 koszykami. Jeśli koszyk a jest bezpośrednio jawnie preferowany względem b oraz b jest bezpośrednio jawnie preferowany względem c, to a jest pośrednio jawnie preferowany względem c, gdzie {\displaystyle a,b,c\in B.}

## Ogólny aksjomat ujawnionych preferencji (GARP)
GARP (skrót od ang. the Generalized Axiom of Revealed Preference) jest koniecznym i wystarczającym warunkiem, który musi zostać spełniony, aby preferencje konsumenta były spójne z jego funkcją użyteczności, gdy w zbiorze budżetowym danego konsumenta znajduje się więcej niż jeden koszyk maksymalizujący jego użyteczność. Niech a będzie koszykiem dóbr, przy ustalonej cenie {\displaystyle p} oraz niech b będzie koszykiem, dla którego zachodzi nierówność {\displaystyle pb<pa,} gdzie {\displaystyle (a,b\in B).} Zatem preferencje konsumenta można określić jako {\displaystyle a\succ b,} co oznacza, że koszyk a jest bezpośrednio ściśle jawnie preferowany w stosunku do koszyka b. Podobne rozważania można prowadzić dla pośrednich preferencji ujawnionych poprzez zastosowanie zasady przechodniości. Formalnie:
Jeśli {\displaystyle (x_{1},x_{2})} jest jawnie preferowany w stosunku do {\displaystyle (y_{1},y_{2})} (zarówno bezpośrednio, jak i pośrednio), to {\displaystyle (y_{1},y_{2})} nie może być bezpośrednio albo pośrednio ściśle jawnie preferowany w stosunku do {\displaystyle (x_{1},x_{2})}.